# Нижний Теребежов
Нижний Теребежов (бел. Ні́жні Церабяжо́ў) — деревня в Столинском районе Брестской области Беларуси. Входит в состав Речицкого сельсовета.

## История
В летописных источниках Нижний Теребежов известен с 1558 года. В XVI—XVIII веках деревня в составе Великого Княжества Литовского. С 1793 года — в составе Российской империи. С 1921 года в составе Польши. С 1939 года в составе Белорусской ССР.

29 мая 2015 года поселковый Совет, в состав которого входила деревня, преобразован в сельсовет.

Дворцово-парковый ансамбль
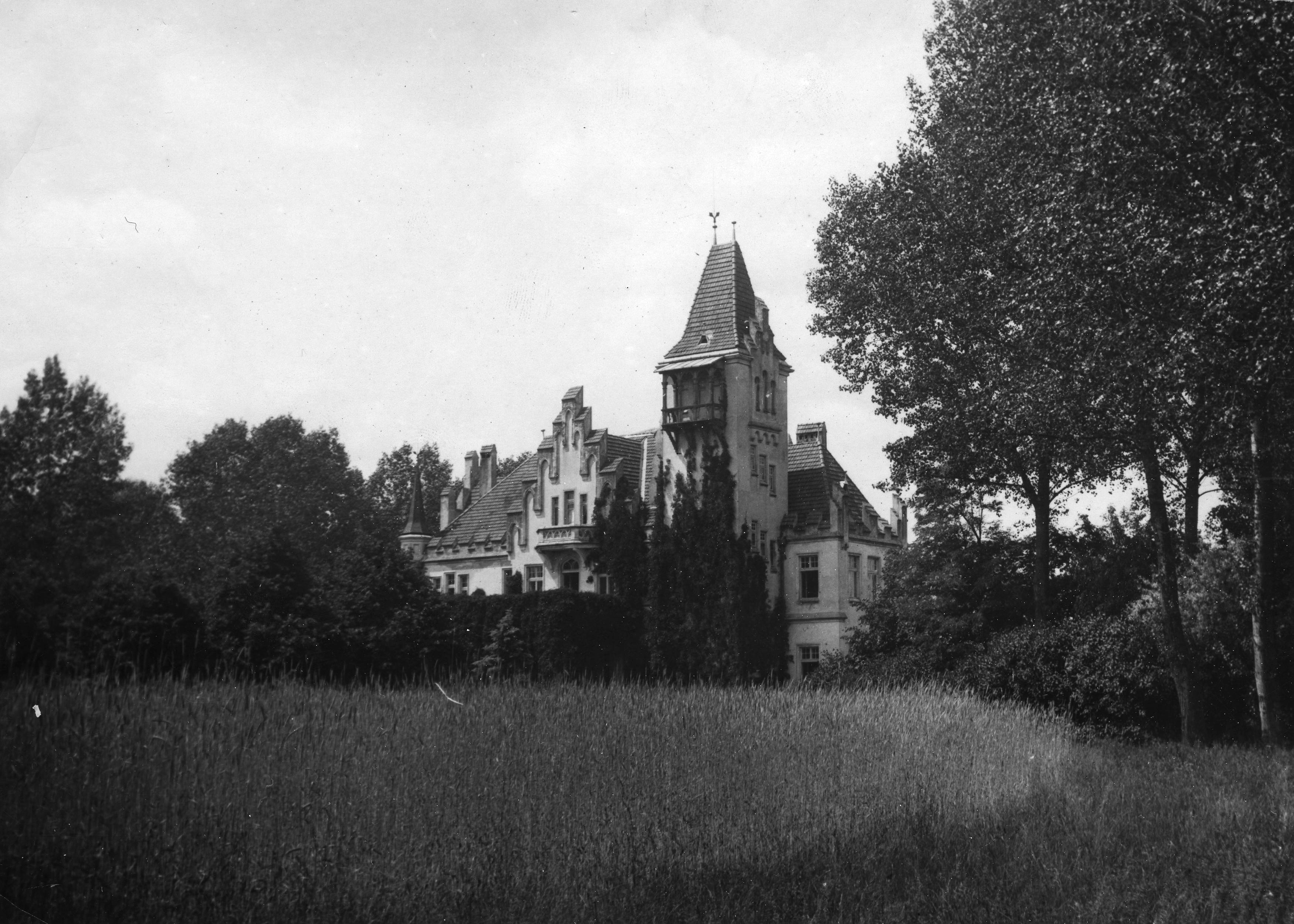
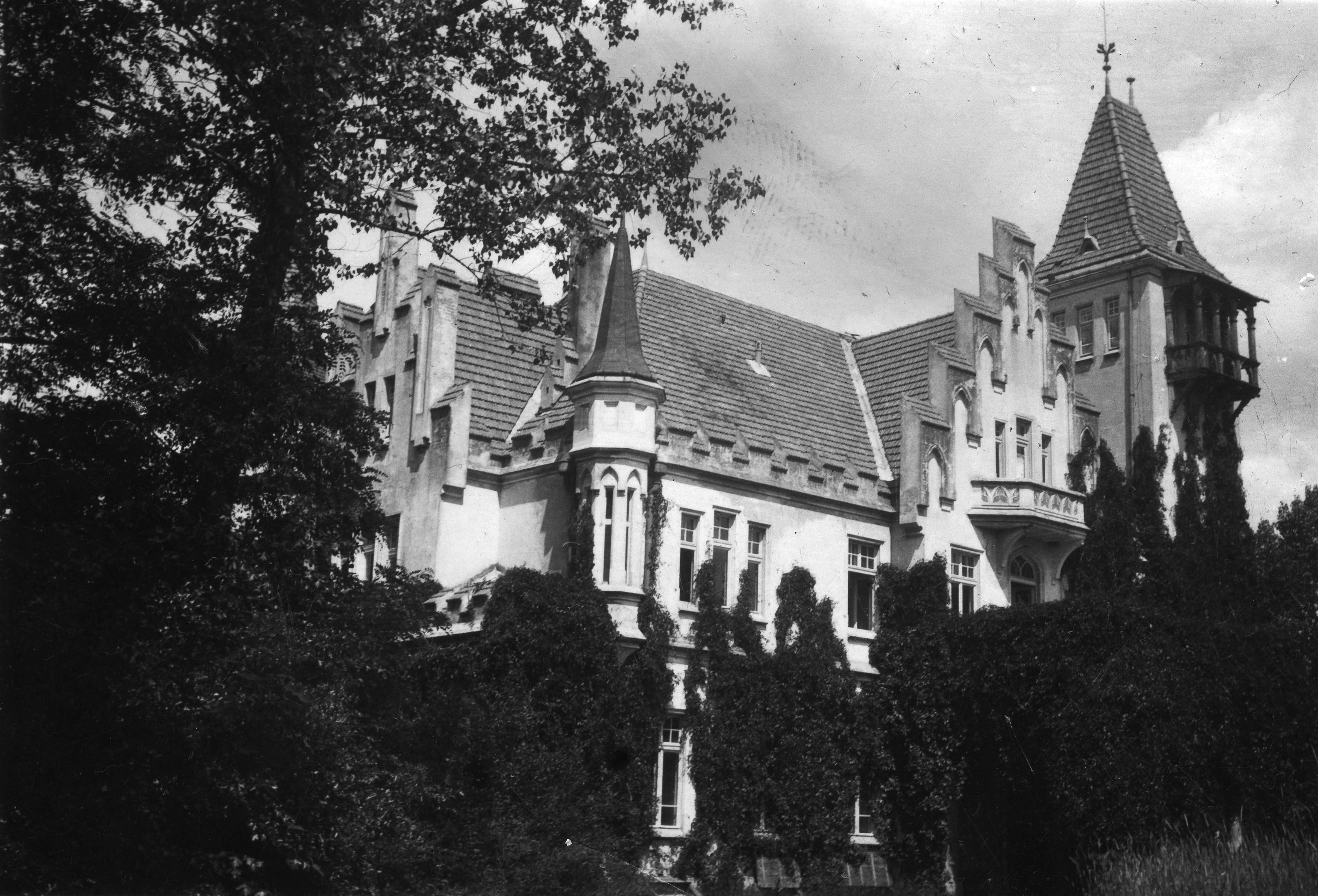
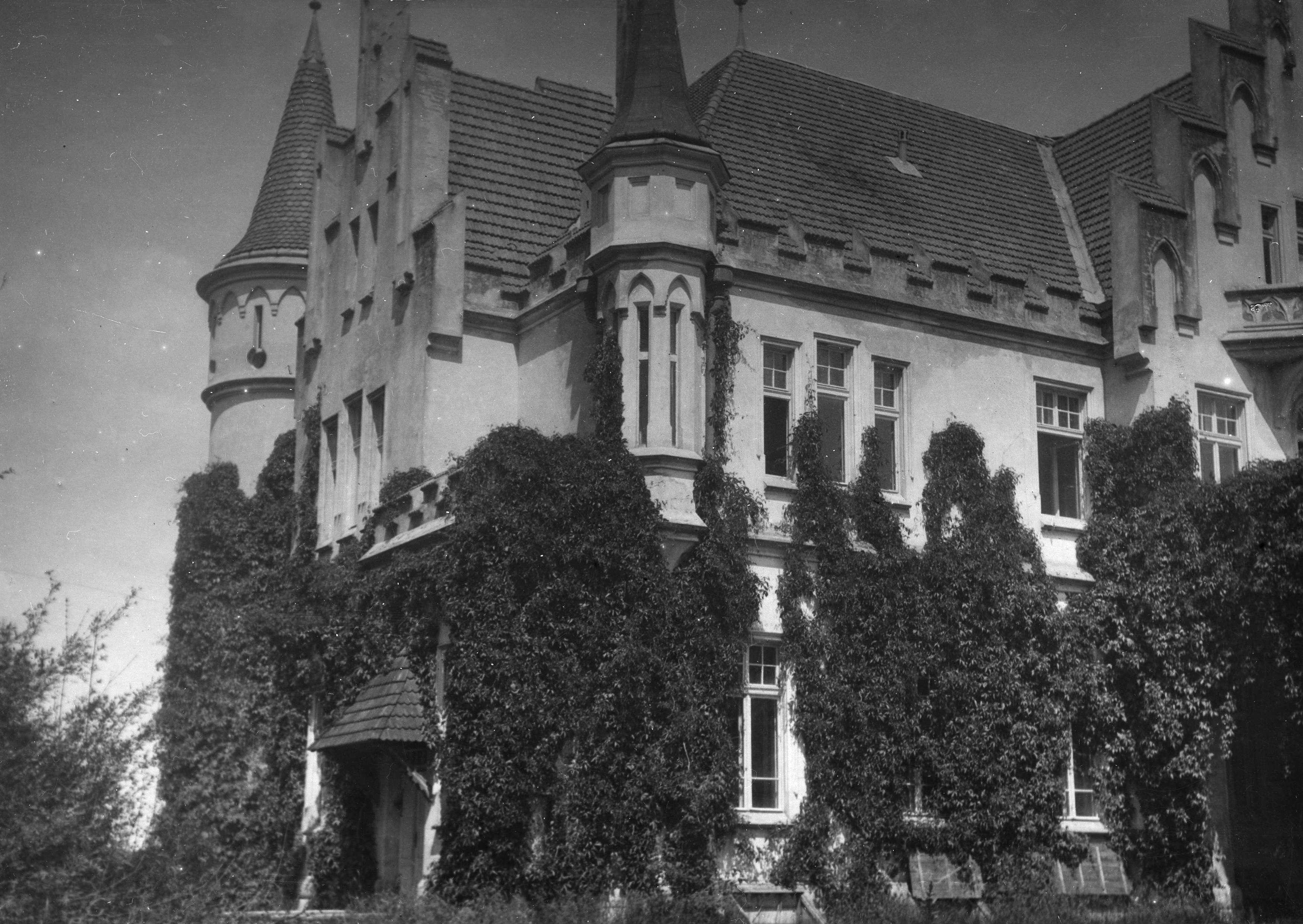
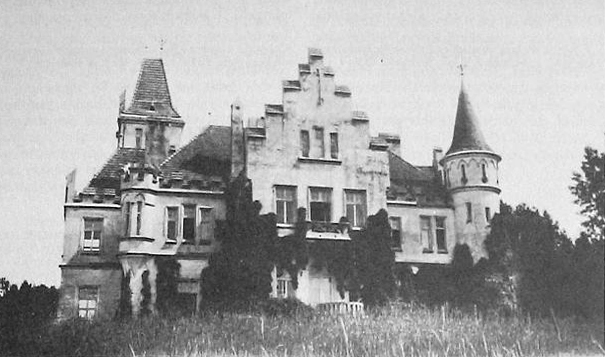
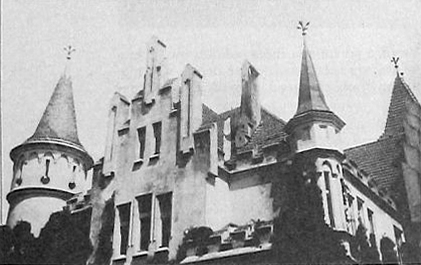
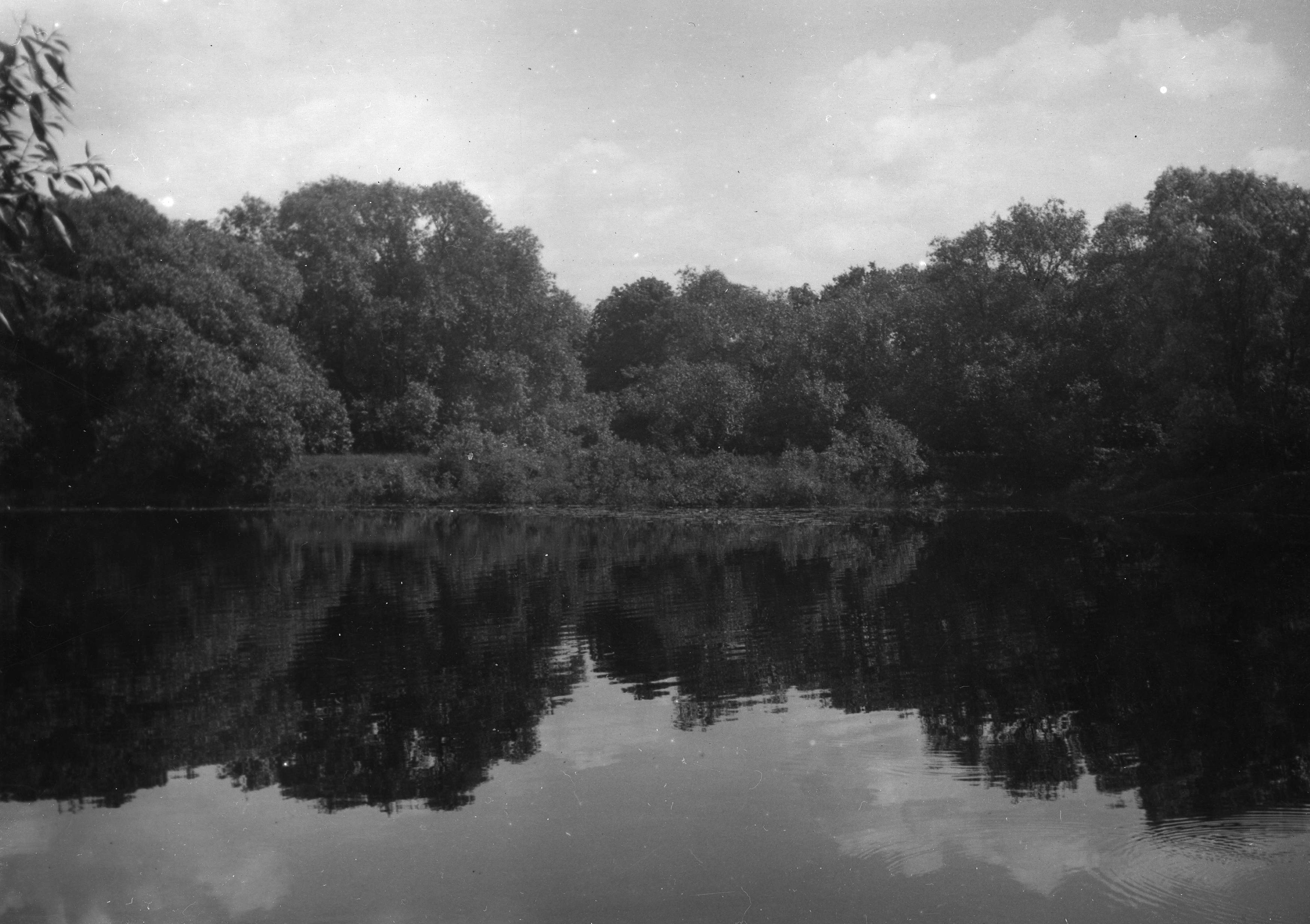

## Достопримечательности
- Свято-Ильинская церковь, 1872 г.
- Дворец помещиков Алешова (утрачен)
- Дворцовый парк (с 1998 года под охраной государства)

### Памятник природы, заказник
- Клюквенный заказник Нижне-Теребежовского лесничества Столинского лесхоза

## Галерея

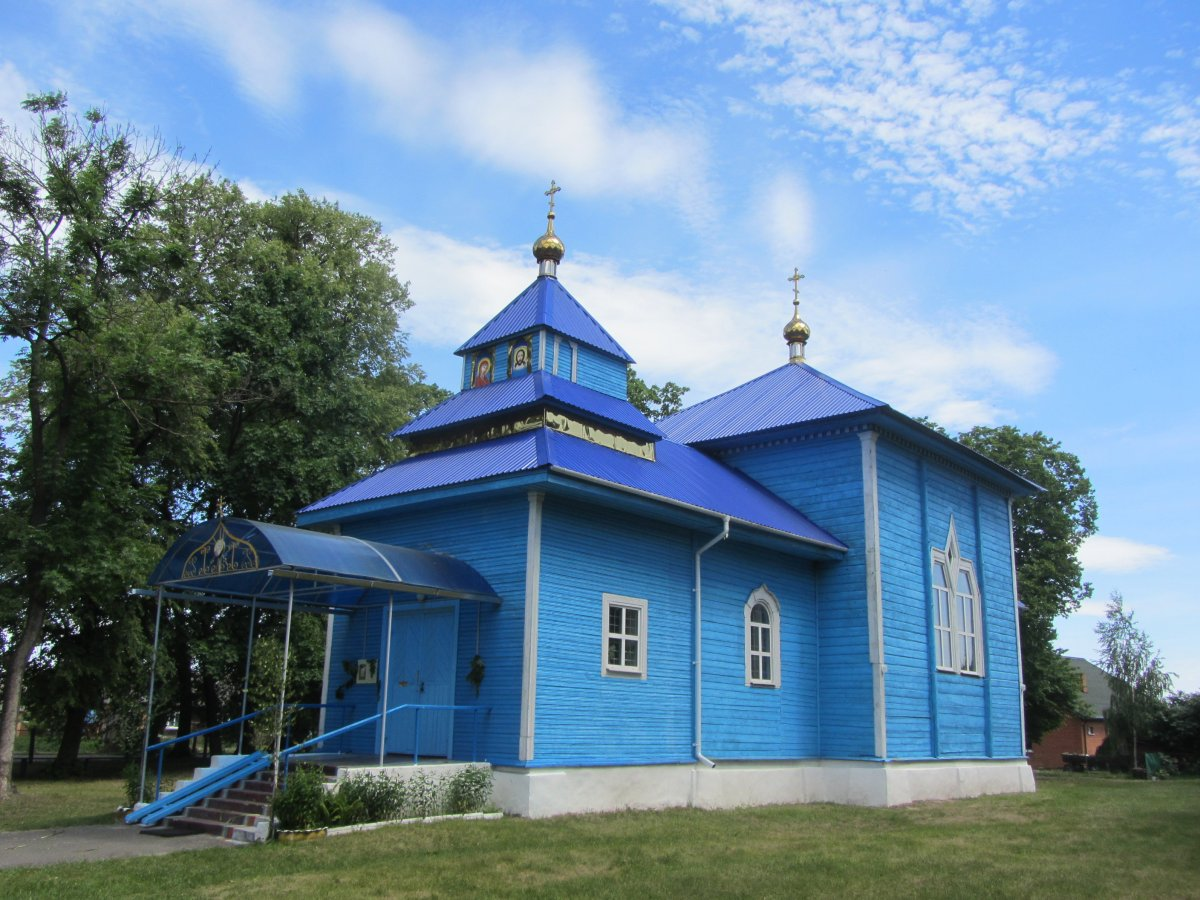
Свято-Ильинская церковь
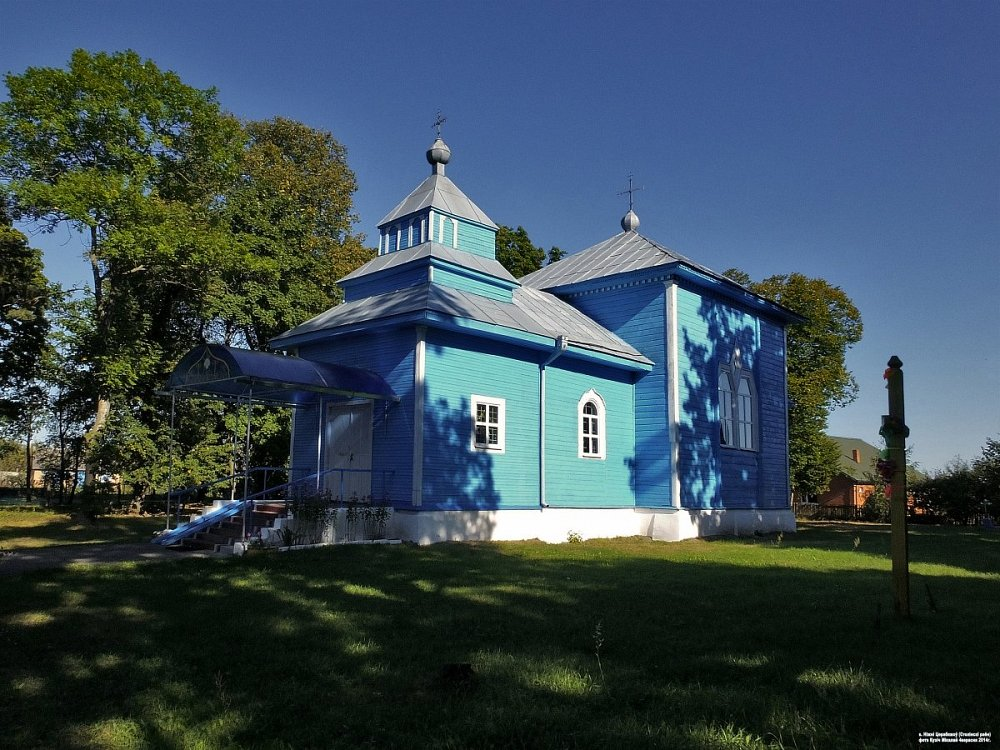
Свято-Ильинская церковь
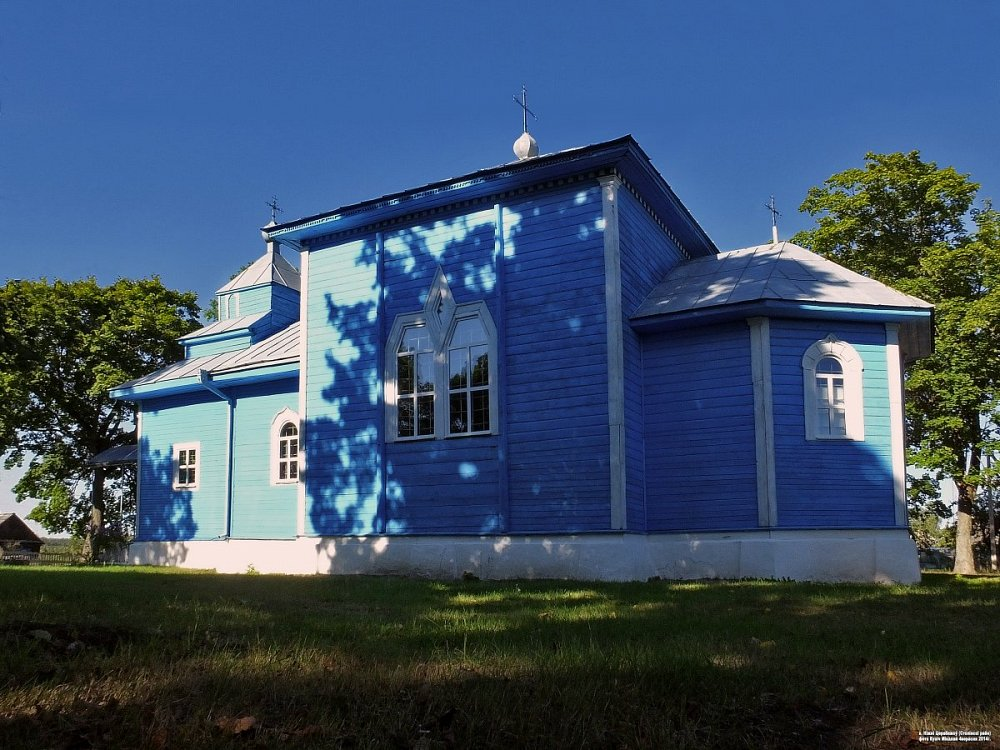
Свято-Ильинская церковь
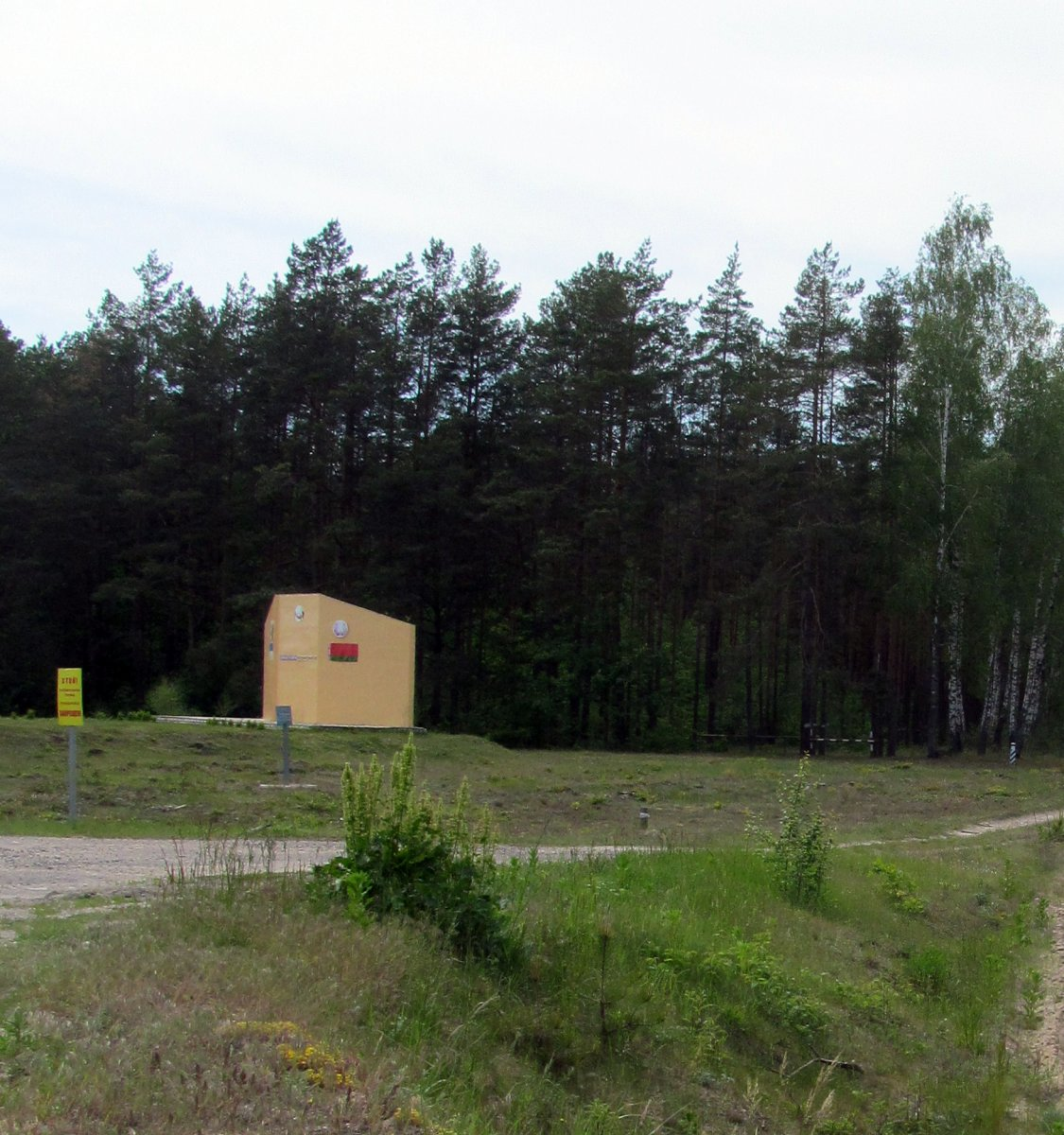
Памятник